# 小行星9383
小行星9383（英語：9383 Montelimar）是一颗围绕太阳公转的小行星。1993年10月9日，艾瑞克·怀特·埃尔斯特在拉西拉天文台发现了此天体。
这颗小行星的绝对星等为154.3925701346283等。